# Кологривовка (станция)
Кологри́вовка — железнодорожная станция Приволжской железной дороги на
линии Ртищево — Саратов (линия электрифицирована). Расположена в посёлке Садовый Татищевского района Саратовской области. Через станцию осуществляются пригородние пассажирские перевозки на Аткарск, Лопуховку, Ртищево, Анисовку, Саратов
.

## Деятельность
На станции осуществляются:
- продажа пассажирских билетов;
- приём и выдача багажа;
- приём и выдача повагонных отправок грузов (крытые склады)[3]

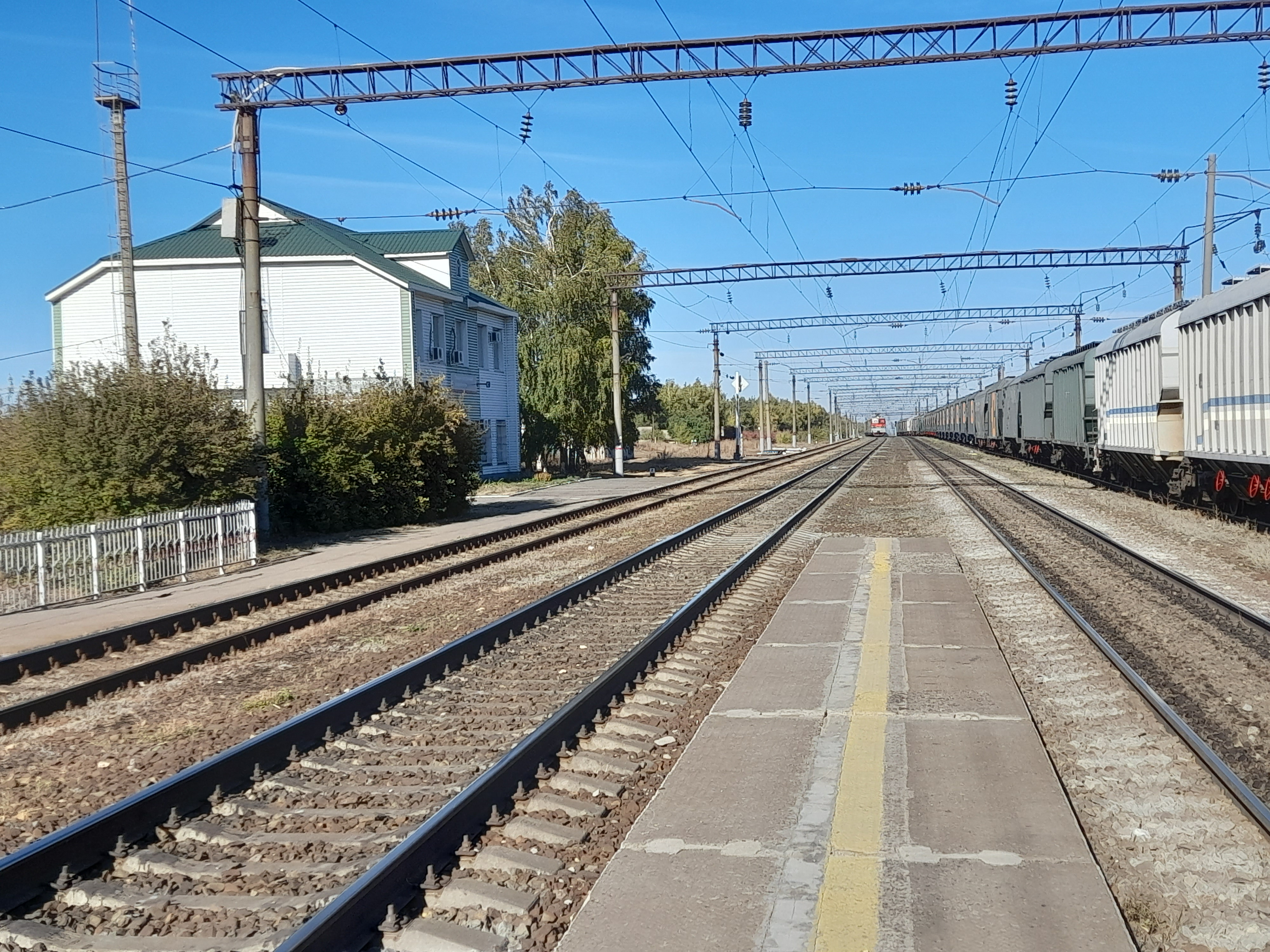
Вид на пути

## История
Открыта в 1871 году как станция линии Тамбов — Саратов.